# Munchkin (kočka)
Munchkin je plemeno kočky domácí s genovou mutací, kvůli které má kočka výrazně zkrácené nohy, podobně jako třeba u psů jezevčík. Z velkých chovatelských organizací plemeno uznává pouze TICA.

## Historie
Krátkonohé kočky nejsou z historie neznámé, první zdokumentované případy pocházejí ze 40. let 20. století. Britská veterinární zpráva z roku 1944 popisuje čtyři generace zdravých krátkonohých koček, které se od normálních koček lišily pouze délkou nohou. Tato linie vymizela během druhé světové války, ale další krátkonohé kočky byly pozorovány v Rusku v roce 1956 a ve Spojených státech v 70. letech.
V roce 1983 zachránila Sandra Hochenedelová, učitelka hudby z Louisiany, dvě březí krátkonohé kočky, které buldok zahnal pod nákladní auto. Jednu z koček si ponechala a pojmenovala jí Blackberry. Polovina koťat, která Blackberry porodila, byla rovněž krátkonohá. Jednoho krátkonohého kocourka dala své přítelkyni, Kay LaFranceové, která jej pojmenovala Toulouse. Dnešní munchkinové odvozují svůj původ právě od Blackberry a Toulouse.
Toulouse byl nekastrovaný kocour, který se volně pohyboval venku, takže se po čase v okolí domu Kay LaFranceové začala formovat populace krátkonohých koček, které zjevně nebyly nijak významně handicapovány při shánění potravy či při páření oproti normálním kočkám. V přesvědčení, že mají nové plemeno, kontaktovaly obě ženy doktorku Solveig Pfluegerovou, předsedkyni výboru pro genetiku a poradkyni výboru ředitelů chovatelské organizace TICA. Dr. Pfluegerová spolu s doktorem Davidem Billerem, vedoucím oddělení radiologie na Koleji veterinární medicíny (College of Veterinary Medicine) Kansaské státní university (Kansas State University) provedli genetické a veterinární studie a určili, že krátkonohost je způsobena autozomálním dominantním genem, přičemž krátkonohé kočky nevykazují známky problémů s páteří, které jsou známé u krátkonohých psích plemen, například jezevčíků či velškorgi.
Veřejnosti bylo plemeno poprvé představeno v roce 1991 na výstavní show TICA přenášené celostátní televizí z newyorské Madison Square Garden. Kritici předpovídali, že plemeno začne vykazovat podobné problémy s páteří a kyčlemi, jaké trápí některé jezevčíky. Přes veškerou kontroverzi byl munchkin v roce 1994 TICA uznán jako nové plemeno a byl přijat do rozvojového programu TICA pro nová plemena. Plného uznání s možností obdržet titul šampióna se munchkin dočkal v roce 2003.

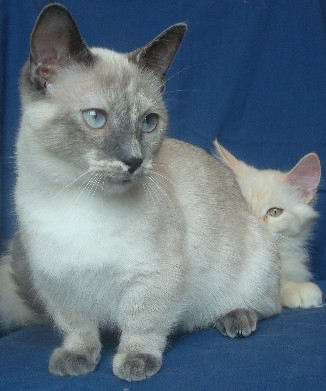
Munchkin krátkosrstý

Kromě TICA plemeno uznávají jen některé menší chovatelské organizace z USA, Jižní Afriky a Austrálie. Mezi chovateli „běžných“ koček panuje velká kontroverze ohledně toho, zda a do jaké míry je mutace kterou munchkin nese, pro kočku abnormální a znevýhodňující. Velká, převážně evropská chovatelská organizace FIFe odmítá uznat plemeno, které je podle ní založeno na „genetické chorobě“, achondroplasii (viz sekce Zdraví). Britská GCCF považuje plemeno za neakceptovatelné, neboť je založeno na „abnormální stavbě či vývoji“. Ani největší americká chovatelská organizace CFA plemeno neuznává.

## Popis
Munchkin je popisován jako společenská, inteligentní, velmi hravá kočka, která má ráda lidi i jiná zvířata. Krátké nohy nemají zásadní vliv na pohyblivost či schopnost přežití kočky v přírodě.
Munchkin se podobá běžným domácím kočkám, které jsou v rámci jeho chovu běžně používány k zakřižování. Je to spíše menší až středně velká kočka, samci obvykle váží 3–4 kg a jsou o něco větší než samice, které váží 2–3,5 kg. Hlava je klínovitá, se zaoblenými konturami, velikostí v přirozeném poměru k tělu. Oči jsou ve tvaru vlašských ořechů, s bdělým pohledem. Uši jsou široké u základu, s lehce zaoblenými špičkami. Tělo je silné, avšak nepůsobí ztuhle. Hřbet od ramen k patě ocasu lehce stoupá. Nohy jsou krátké, ale pevné, souměrné vzhledem k tělu. Stehenní a podkolenní část končetiny jsou přibližně stejně dlouhé. Nohy mohou být lehce vyklenuté do oblouku, ovšem přílišné vyklenutí je důvodem k diskvalifikaci. Zadní nohy mohou být o něco delší než přední. Tlapky rovně sedí na podložce a směřují vpřed, nesmí se stáčet dovnitř nebo ven. Ocas by měl být při chůzi vztyčený, délky těla, zužující se směrem k zakulacenému konci.
Munchkin se vyskytuje ve všech barevných varietách. Srst může být krátká i dlouhá, krátkosrstí a dlouhosrstí munchkinové jsou vystavováni a posuzováni odděleně.
TICA povoluje v chovu munchkinů zakřižování libovolných domácích koček, které nepatří k již uznanému plemeni. Munchkin, který by vypadal jako trpasličí verze jiného uznaného plemene, by byl v rámci výstavy diskvalifikován. Nestandardní (dlouhonozí) munchkinové se nevystavují.

## Genetika
Gen pro krátkonohost (Munchkin gene – M) je autozomálně dominantní. Homozygotní embrya (se dvěma kopiemi genu) nejsou životaschopná, přestávají se v děloze vyvíjet. Všichni krátkonozí munchkinové jsou tudíž heterozygotní (s jednou kopií genu pro krátkonohost a jedním normálním genem).
- homozygot – MM
- heterozygot – Mm
- dlouhonohý jedinec – mm

|                        |   | Krátkonohý heterozygot |    |
| M                      | m |                        |    |
| Krátkonohý heterozygot | M | MM                     | Mm |
| Krátkonohý heterozygot | m | mM                     | mm |

Ze spojení dvou standardních (tedy krátkonohých) munchkinů bude 1/4 embryí (homozygoti – MM) neživotaschopná a zanikne již v děloze. Zbylé 3/4 embryí se pak vyvinou normálně. Z narozených koťat 2/3 budou krátkonohá (Mm), zbylá 1/3 dlouhonohá (mm).
|                        |   | Dlouhonohý jedinec |    |
| m                      | m |                    |    |
| Krátkonohý heterozygot | M | Mm                 | Mm |
| Krátkonohý heterozygot | m | mm                 | mm |

Spáří-li se standardní (krátkonohý) munchkin s dlouhonohou kočkou, všechna embrya by se měla vyvinout normálně. Polovina narozených koťat bude krátkonohá (Mm), polovina dlouhonohá (mm).

## Zdraví
Genová mutace způsobující krátkonohost munchkinů bývá označována jako achondroplasie. Ovšem typickým znakem achondroplasie bývá kromě zkrácených nohou i zvětšená hlava, což není případ munchkinů. Jde tedy spíše o pseudoachondroplasii. Menší vrhy v případech, kdy se páří dva munchkinové mezi sebou, naznačují, že homozygotní embrya nejsou životaschopná.
V roce 1995 nechalo několik chovatelů munchkinů své nejstarší kočky otestovat. U testovaných koček nebyly nalezeny žádné známky problémů s klouby či kostmi. Zdá se ale, že u munchkinů je vyšší než obvyklý výskyt lordózy a vpáčeného hrudníku (pectus excavatum). Obě vývojové vady se často vyskytují u lidí s pseudoachondroplasii. Tyto vady se ovšem objevují i u jiných kočičích plemen a někteří chovatelé odmítají, že munchkin je v tomto ohledu nějakou výjimkou.

## Odvozená plemena
Zkřížením munchkinů a koček perského typu (perské kočky, exotické kočky a perští colourpointi), vzniklo plemeno minuet, plně uznávané TICA od roku 2016.